# Symplocostoma papillatum
Symplocostoma papillatum is een rondwormensoort uit de familie van de Enchelidiidae. De wetenschappelijke naam van de soort is voor het eerst geldig gepubliceerd in 1928 door Kreis.